# SPÖ Niederösterreich
Die Sozialdemokratische Partei Niederösterreich (SPÖ NÖ) ist eine der neun Landesorganisationen der Sozialdemokratischen Partei Österreichs (SPÖ). Landesparteiobmann ist seit 2023 Sven Hergovich.
Die Geschichte der Österreichischen Sozialdemokratie ist mit Niederösterreich eng verbunden. So fand der Einigungsparteitag um die Jahreswende 1888/1889 in Hainfeld statt, der als die eigentliche Geburtsstunde der Partei gilt. Des Weiteren stammen Persönlichkeiten der österreichischen Sozialdemokratie, wie etwa Karl Renner, Oskar Helmer, Bruno Kreisky oder Alfred Gusenbauer aus Niederösterreich.

## Organisation
Die SPÖ Niederösterreich hat ihren Sitz im „Niederösterreich-Haus“ in St. Pölten. Neben der SPÖ Landesgeschäftsstelle befinden sich dort auch die Büros einiger Vorfeld- und Nebenorganisationen, wie die der Kinderfreunde, der Sozialistischen Jugend oder der Mietervereinigung. Die Partei verfügt darüber hinaus über 23 Bezirksgeschäftsstellen, welche wiederum von Bezirksgeschäftsführern geleitet werden. Sie unterstützen die politische Arbeit vor Ort und agieren als Bindeglied zwischen den Parteifunktionären in den Gemeinden und Städten und der Landesgeschäftsstelle.
Die Arbeit der Landesgeschäftsstelle erfolgt in enger Zusammenarbeit mit den Bezirksgeschäftsführern, dem sozialdemokratischen GemeindevertreterInnenverband, den Vorfeld- und Nebenorganisationen, dem sozialdemokratischen Landtagsklub und den sozialdemokratisch geführten Regierungsbüros. Landesgeschäftsführer war von 2013 bis 2017 Robert Laimer gemeinsam mit Reinhard Hundsmüller, nach Laimers Wechsel in den Nationalrat wurde Hundsmüller alleiniger Landesgeschäftsführer.
Ab 2018 war Wolfgang Kocevar Landesgeschäftsführer, 2023 folgten ihm Wolfgang Zwander und Günther Sidl ist dieser Funktion nach.

## Inhaltliches Profil
Für die SPÖ Niederösterreich gilt das Grundsatzprogramm der Bundespartei, das beim Parteitag 1998 beschlossen wurde.

### Arbeit und Beschäftigung
Die SPÖ NÖ bekennt sich zu einer Politik, die sowohl die Interessen der Arbeitnehmer als auch die der kleineren und mittleren Unternehmen berücksichtigt und für Arbeitnehmer wie auch für kleinere Unternehmer geeignete Rahmenbedingungen schafft. Auch wenn sie sich zu Sparsamkeit und Stabilität bekennen, ist ihr primäres Ziel ein auf Nachhaltigkeit ausgerichtetes Wirtschafts- und Beschäftigungswachstum. Vorrangige Ziele der SPÖ Niederösterreich sind daher das Festhalten an der Sozialpartnerschaft und die Bekämpfung der Arbeitslosigkeit in Niederösterreich.

### Wirtschaft
Bei ihrer letzten Kampagne forderte sie ein Steuersystem, das eine gerechte Einkommensverteilung und Vermögensverteilung ermöglicht und Millionäre stärker an der Finanzierung des Gemeinwesens beteiligen soll. Die so genannte Millionärssteuer ist auch einer der vorgeschlagenen Maßnahmen der SPÖ zum Schuldenabbau.

### Bildung
Die SPÖ Niederösterreich setzt sich für einen freien und kostenlosen Zugang zu Bildungseinrichtungen ein. Gesellschaftliche Veränderungen und neue Arbeitsmarktbedürfnisse erfordern die ständige Weiterentwicklung unseres Bildungsangebots. Sie unterstützen den Vorschlag von Bildungsministerin Claudia Schmidt nach einer flächendeckenden Neuen Mittelschule. Erst kürzlich veranstaltete der Parteivorsitzende Sepp Leitner auch eine Umfrage, laut der 75 % der Befragten für eine Neue Mittelschule sind und 63 % der Befragten eine Ganztagsschule präferieren.

### Gesundheit
Wie alle Landesorganisationen der SPÖ spricht sich auch die SPÖ Niederösterreich vehement gegen einen Weg in die Zwei-Klassen-Medizin aus. Ihr Ziel ist die bestmögliche Versorgung der Niederösterreicher mit spitzenmedizinischen Einrichtungen im eigenen Bundesland. Durch Schwerpunktkrankenhäuser sollen schwerwiegende Eingriffe und Krankheiten in dafür spezialisierten Spitälern in der Region behandelt werden. Dafür ist der Ausbau von Spitälern, Rehabilitationseinrichtungen und Pflegeeinrichtungen nötig. Die Sozialdemokraten in Niederösterreich stehen dabei zur Umsetzung der 10 NÖ Gesundheitsziele und zum eigenständigen Weg der fünf NÖ Gesundheits-Versorgungsregionen.

### Sicherheit
Das Bundesland Niederösterreich ist ein vergleichsweise sicheres Land. Die SPÖ möchte diese Situation aufrechterhalten und tritt vehement gegen Personalabbau bei der Exekutive und damit verbundenen Postenschließungen auf. Im Jahr 2010 und 2011 sammelten sie 30.000 Unterschriften für 500 zusätzliche Polizisten in Niederösterreich und übergaben sie dem Innenministerium.

### Soziales
Als sehr wichtig wird die laufende Überprüfung der erreichten Standards auf sich ändernde Bedürfnisse der Menschen empfunden. Der SPÖ NÖ ist es dabei wichtig für eine bestmögliche Integration aller Bevölkerungsgruppen zu sorgen. Abschlagsfreie Pensionen nach 45 Arbeitsjahren und die aktive Armutsbekämpfung mit Hilfe der bedarfsorientierten Mindestsicherung sind dabei ihre sozialen Eckpunkte. Generell ist eine gerechte Verteilung des Wohlstandes das Herzstück der Sozialdemokratie.

### Frauen
Chancengleichheit von Frauen und Männern ist der Sozialdemokratie ein wichtiges Anliegen. Führende Frauenpolitikerinnen wie Johanna Dohnal haben sich in der Vergangenheit dafür eingesetzt, dass soziale, wirtschaftliche und politische Benachteiligungen von Frauen beseitigt werden. Diese Benachteiligungen zu bekämpfen ist auch heute noch das Ziel der SPÖ Niederösterreich wie zum Beispiel im Bereich der Frauenbeschäftigung oder der Kinderbetreuung.

## Geschichte

### 1918 bis 1934: Die erste Republik
Mit dem Niedergang der Habsburgmonarchie 1918 wurde aus dem „Erzherzogtum Österreich unter der Enns“ das Bundesland Niederösterreich zudem auch die Stadt Wien gehörte. Am 5. November wurde die provisorische Landesversammlung Niederösterreichs gebildet, in der die Sozialdemokratie, die damals noch Sozialdemokratische Arbeiterpartei genannt wurde, drei Landesräte und mit Albert Sever auch über einen Landeshauptmannstellvertreter verfügte. Am 4. Mai 1919 kam es zu den ersten freien Wahlen, bei denen die SDAP zur stärksten Kraft wurde und die absolute Mehrheit erringen konnte. Albert Sever wurde daraufhin zum Landeshauptmann gewählt und hatte dieses Amt vom 20. Mai 1919 bis in den November 1920 inne. Nach der Abtrennung Wiens von Niederösterreich, die vor allem auf Druck der Christlich sozialen Partei (CSP) betrieben wurde, wurde die SDAP zur zweitstärksten Kraft in Niederösterreich. Zwischen 1921 und 1927 kam mit Franz Christoph einer der beiden Landeshauptmannstellvertreter aus ihren Reihen. Danach bekleidete dieses Amt Oskar Helmer bis in das Jahr 1934. Neben ihm zählten Karl Renner und Anton Ofenböck zu den einflussreichsten Personen der Partei.
Am 4. März 1933 kam es zur Ausschaltung des Parlaments durch Bundeskanzler Engelbert Dollfuß und der CSP. Der seit den 1920er Jahren schwelende Konflikt zwischen der Sozialdemokraten und den Christlich-Sozialen spitzte sich weiter zu. Die SDAP blieb in Niederösterreich weiterhin konsensbereit und versuchte die Wogen zu glätten und gemeinsam mit den Christlich-Sozialen gegen die stärker werdenden Nationalsozialisten aufzutreten. Im Februar des Jahres 1934 kam es jedoch zur Eskalation und es folgte ein Bürgerkrieg. In Niederösterreich wurde der bewaffnete Aufstand der Arbeiterschaft seitens der Parteiführung gegen das Dollfuß-Regime nicht unterstützt. Letztendlich wurden die Aufstände niedergeschlagen.

### 1934 bis 1945: Die faschistischen Diktaturen
Mit dem Verbot der Arbeiterbewegung und der damit verbundenen Auflösung der SDAP erloschen auch die Mandate der sozialdemokratischen Abgeordneten im niederösterreichischen Landtag. Ebenso wurden die sozialdemokratischen Gemeindevertretungen ihres Amtes enthoben und seitens der Landesregierung provisorisch nachbesetzt. Auch in Niederösterreich schlossen sich Funktionäre und Mitglieder der SDAP bzw. Teile ihrer Vorfeld- und Nebenorganisationen zusammen und waren im Untergrund aktiv. Die größte und bedeutendste Gruppierung waren die „Revolutionären Sozialisten“ (RS), die auch in Niederösterreich über Organisationsstrukturen, unter anderem in St. Pölten, Schwechat, Wiener Neustadt, Neunkirchen, Ternitz, Berndorf und Hirtenberg, verfügten.
Auch nach dem Anschluss der Republik Österreich an Nazi-Deutschland blieben die RS weiterhin im Untergrund aktiv. Durch die weitaus höhere Intensität des Terrors und der Überwachung in der NS-Zeit wurde die Arbeit für die illegalen revolutionären Sozialisten jedoch schwieriger.

### 1945 bis heute: Die zweite Republik

#### 1945 bis 1966
Am 14. April 1945 gründeten ehemalige Funktionäre der SDAP und Vertreter der RS in Wien die „Sozialistische Partei Österreichs (Sozialdemokraten und Revolutionäre Sozialisten)“ (SPÖ). Am 22. Mai 1945 fand die erste Sitzung der SPÖ Niederösterreich statt, zu deren Vorsitz wie zuvor in der ersten Republik Oskar-Helmer gewählt wurde. Helmer blieb deren Vorsitzender bis ins Jahr 1956. Die Landtagswahlen im November des Jahrs 1945 brachten eine absolute Mehrheit für die ÖVP, die mit Josef Reither den Landeshauptmann stellte. Oskar Helmer war bis Dezember 1945 Landeshauptmannstellvertreter, danach folgte ihm Franz Popp in dieser Funktion nach.
Im September 1954 kam es zu Rückgemeindungen von Wien nach Niederösterreich, von der 80 Randgemeinden betroffen waren. Daraufhin wurden die Bezirke Mödling und Wien-Umgebung neu gebildet. Bei der Landtagswahl im darauf folgenden Oktober waren diese Verschiebungen zu spüren. Die ÖVP verlor nach der Wahl 1949 erneut ein Mandat. Die Sitzverteilung im niederösterreichischen Landtag sah nun wie folgt aus: ÖVP 30, SPÖ 23 und KPÖ 3. Im Juni des Jahres 1956 übernahm Popp auch den Landesparteivorsitz der SPÖ NÖ. In seiner Zeit als Landesparteichef war nur eine Landtagswahl zu schlagen und zwar jene im Jahr 1959. Bei dieser konnte die SPÖ den Abstand zur ÖVP wieder um ein Mandat verringern. Zu erwähnen ist auch, dass die KPÖ nicht mehr Teil des Landtages war und sich dadurch mit SPÖ und ÖVP nur noch zwei Parteien im Landesparlament befanden. Ein Jahr darauf beendete Landeshauptmannstellvertreter Popp seine politische Laufbahn und gab sein Landesregierungsmandat und auch den Landeparteivorsitz ab. Bei der Nachbesetzung kam es zu einer personellen Trennung der beiden Ämter. Der Nationalratsabgeordnete Ernst Winkler aus Mistelbach wurde Landesparteivorsitzender und Otto Tschadek bekleidete ab nun das Amt des Landeshauptmannstellvertreters. Tschadek zeichnete in den nächsten Jahren für Verbesserungen im Schulwesen und bei den Gemeinden verantwortlich. Bei der Landtagswahl im Jahr 1964 kam es zu keiner Mandatsverschiebung.

#### 1966 bis 1980
1966 übergab Winkler das Amt des Landesparteivorsitzenden an Bruno Kreisky. In seiner kurzen Amtszeit, die nur bis 1967 dauerte, wurde die „Erste Niederösterreichische Raumordnungskonferenz“ in Krems durchgeführt. Ausgehend davon wurde das Thema Raumplanung und Entwicklung zu einem Hauptthema der Sozialdemokratie in Niederösterreich. Bereits wenige Monate nach dem Kreisky zum Landesparteivorsitzenden in Niederösterreich gewählt wurde, wurde er auch zum Bundesparteivorsitzenden berufen, was zur Folge hatte, dass er sich ausschließlich auf dieses Amt zu konzentrieren begann. Dies bedeutete, dass Landeshauptmannstellvertreter Tschadek für sieben Monate interimistisch von Kreisky das Amt des Landesparteivorsitzenden übernahm. 1968 folgte ihm mit Hans Czettel eine weitere prominente Persönlichkeit der niederösterreichischen Sozialdemokratie in dieser Funktion nach. Als Tschadek 1969 im Amt verstarb, übernahm Czettel auch das Amt des Landeshauptmannstellvertreters und zeichnete für das Gemeindereferat und die Naturschutzagenden verantwortlich. Czettel konnte mit den beiden sozialdemokratischen Landesräten Anna Körner und Leopold Grünzweig beachtliche Akzente in der Landespolitik setzen. Czettel selbst galt als Vater der Gemeindereform, Körner zeigte mit Innovationen bei der Sozialhilfe auf und Grünzweig war für die Entwicklung der Landesausstellung mitverantwortlich. Unter anderem gelang es Hans Czettel den so genannten „Gemeindeinvestitionsfonds“ zu schaffen über den günstige Darlehen für die Errichtung von Infrastrukturprojekten vergeben wurden. Bei den Landtagswahlen 1974 erreichte die ÖVP 31 Mandate und die SPÖ 25. Das Regierungsteam Czettel, Körner und Grünzweig blieb weiterhin im Amt und setzte seine Arbeit fort. Mitte der 1970er Jahre widmete sich die SPÖ in Niederösterreich auch verstärkt der Jugend. Zu diesem Zwecke wurde der Verein „Jung sein in Niederösterreich“ gegründet, über den Jugendkultur- und Sportveranstaltungen im ganzen Land abgewickelt wurden. Die Arbeit der Sozialdemokraten wurde mit einem Wahlergebnis im Jahr 1979 belohnt. Die SPÖ konnte 45,4 % auf sich verbuchen und kam bis auf 1,5 % an die ÖVP heran. Knapp ein Jahr später erlag Hans Czettl seinem zweiten Herzinfarkt.

#### 1980 bis 2008
Czettels Nachfolger im Amt des Landeshauptmannstellvertreters und als Landesparteivorsitzender wurde Landesrat Leopold Grünzweig, der für zahlreiche Innovationen in der Bildung und Kultur in seiner Zeit als Landesrat verantwortlich war. Grünzweig erreichte in den Jahren zwischen 1969 und 1980, dass rund 700 Schulen in Niederösterreich neuerrichtet oder neugestaltet wurden. In Grünwzweigs Amtszeit fiel auch die Debatte um die Ernennung einer eigenen Landeshauptstadt für Niederösterreich. In einer Volksabstimmung wurde dafür St. Pölten auserkoren.
Die Erhebung wurde von der SPÖ NÖ und der ÖVP NÖ im Jahr 1986 beschlossen.
In diesem Jahr kam es zum nächsten Obmannwechsel an der Spitze der niederösterreichischen Sozialdemokratie. Ernst Höger aus Berndorf, der sich in der Diskussion um die Landeshauptstadt profilieren konnte, übernahm die Führung der Partei und das Amt des Landeshauptmannstellvertreters. Der Beschluss der Erhebung St. Pöltens zur Landeshauptstadt fiel bereits in seine Amtszeit. Allgemein lässt sich sagen, dass die Sozialdemokratie unter Höger einen kompromissbereiten und konsensualen Weg einschlug. Ernst Högers Politik war vor allem durch die intensive Auseinandersetzung mit der Regionalisierung der Entwicklung gekennzeichnet. Höger hat sich daneben auch für die Erhaltung von Betrieben und bessere Ausbildung für Jugendliche eingesetzt. Die Landtagswahlen unter Höger in den Jahren 1988, 1993 und 1998 brachten der Sozialdemokratie Verluste ein. 1998 folgte Höger der damalige Innenminister Karl Schlögl als Vorsitzender der SPÖ Niederösterreich nach. 1999 übergab Höger auch das Amt des Landeshauptmannstellvertreters, das Hannes Bauer kurzfristig übernahm, bis Karl Schlögl beide Funktionen im Jahr 2000 wieder in einer Person vereinte. Allerdings stellte Schlögl bereits im Frühjahr des darauffolgenden Jahres beide Ämter wieder zur Verfügung, welche von der St. Pöltnerin Heidemaria Onodi übernommen wurden. Ihr gelang es bei den Landtagswahlen 2003 einen Stimmenzugewinn von über drei Prozent einzufahren. Onodi vertrat landespolitisch einen sehr konsensorientierten Kurs und setzte auf Zusammenarbeit mit der ÖVP Niederösterreich in der Landesregierung sowie im Landtag. 2008 kam es zu einer Wahlniederlage, bei der die SPÖ ein Minus von acht Prozent einbüßen musste.

#### Seit 2008
Onodis Nachfolge trat 2008 der ehemalige Landesgeschäftsführer der SPÖ NÖ Josef Leitner als Landesparteivorsitzender und auch als Landeshauptmannstellvertreter an.
Unter Leitner setzt die SPÖ verstärkt auf einen kritischeren Kurs in der Landespolitik. Unter anderem verweigerte man die Zustimmung zum Landesbudget 2008. Infolgedessen entzog die mit absoluter Mehrheit regierende ÖVP dem sozialdemokratischen Landeshauptmannstellvertreter Leitner die gemeinsamen Kompetenzen bei den Gemeindefinanzen und der Wohnbauförderung.
Nach Verlusten bei der Landtagswahl in Niederösterreich 2013 trat Leitner am Wahlabend des 3. März 2013 zurück. Nachfolger wurde Matthias Stadler, unter dessen Führung wieder zu einem konsensorientierten Kurs gewechselt wurde. Am 24. Juni 2017 wurde Franz Schnabl mit 98, 8 Prozent der Stimmen zum neuen Landesparteivorsitzenden sowie zum Spitzenkandidaten für die Landtagswahl in Niederösterreich 2018 gewählt.

## Landesparteiobleute
- 1927 bis 1934: Oskar Helmer
- 1945 bis 1956: Oskar Helmer
- 1956 bis 1960: Franz Popp
- 1960 bis 1966: Ernst Winkler
- 1966 bis 1967: Bruno Kreisky
- 1967 bis 1968: Otto Tschadek
- 1968 bis 1980: Hans Czettel
- 1980 bis 1986: Leopold Grünzweig
- 1986 bis 1998: Ernst Höger
- 1998 bis 2001: Karl Schlögl
- 2001 bis 2008: Heidemaria Onodi
- 2008 bis 2013: Josef Leitner
- 2013 bis 2017: Matthias Stadler
- 2017 bis 2023: Franz Schnabl
- seit 2023: Sven Hergovich

## Landesgeschäftsführer
- 2013 bis 2017: Robert Laimer, Reinhard Hundsmüller
- 2018: Reinhard Hundsmüller
- 2018 bis 2023: Wolfgang Kocevar, ab 2021 gemeinsam mit Klaus Seltenheim[18]
- seit 2023: Wolfgang Zwander und Günther Sidl

## Klubobleute
- 1945–1960: Franz Popp
- 1960–1969: Otto Tschadek
- 1969–1971: Hans Czettel
- 1971–1979: Ernest Brezovszky
- 1979–1980: Josef Leichtfried
- 1980–1987: Hermann Lechner
- 1987–1988: Josef Mohnl
- 1988–1991: Franz Slawik
- 1991–1993: Ferdinand Icha
- 1993–1998: Johann Bauer
- 1998–1999: Anton Koczur
- 1999: Friedrich Knotzer
- 1999–2003: Ewald Sacher
- 2003–2008: Hannes Weninger
- 2008–2010: Helmut Cerwenka
- 2010–2013: Günther Leichtfried
- 2013–2018: Alfredo Rosenmaier
- 2018–2023: Reinhard Hundsmüller
- seit 2023: Hannes Weninger